# Prêmio Contigo! de TV de 2012
Prêmio Contigo! de TV de 2012

14 de maio de 2012
Novela:
Cordel Encantado
Série:
Tapas & Beijos
Atriz – Novela:
Lília Cabral
Ator – Novela:
Gabriel Braga Nunes
Atriz – Série:
Fernanda Torres
Ator – Série:
Vladimir Brichta
Prêmio Contigo! de TV 

← 2011  ·  2013 →
O 14º Prêmio Contigo! de TV aconteceu no dia 14 de maio de 2012, premiando os melhores de 2011. A premiação aconteceu no Golden Room, do Copacabana Palace. A revista Contigo! distribui prêmios em treze categorias com concorrentes indicados pelo seu conselho editorial. O homenageado foi o autor e escritor brasileiro Manoel Carlos, que completou 60 anos de carreira.
Apresentado por Fernanda Torres e Luís Fernando Guimarães, a grande vendedora da noite foi a novela Cordel Encantado, que levou 4 prêmios.

## Resumo
| Programa           | Indicações | Prêmios |
| ------------------ | ---------- | ------- |
| Fina Estampa       | 11         | 2       |
| Insensato Coração  | 10         | 2       |
| Cordel Encantado   | 9          | 4       |
| A Vida da Gente    | 9          | 2       |
| Vidas em Jogo      | 7          | 0       |
| Morde & Assopra    | 7          | 0       |
| Tapas & Beijos     | 5          | 3       |
| O Astro            | 4          | 0       |
| A Grande Família   | 3          | 0       |
| A Mulher Invisível | 3          | 0       |
| Sansão e Dalila    | 3          | 0       |
| Macho Man          | 2          | 0       |
| Divã               | 1          | 0       |
| Rebelde            | 1          | 0       |

## Ganhadores e indicados
| Melhor Novela | Melhor Série ou Minissérie |
| --- | --- |

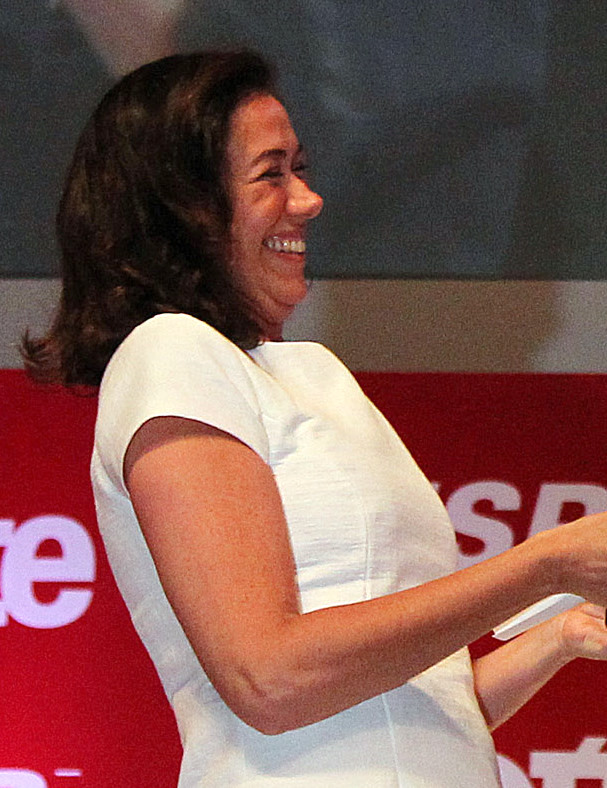
Lilia Cabral, Atriz de Novela

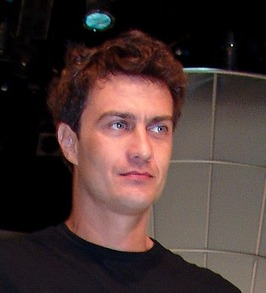
Gabriel Braga Nunes, Ator de Novela

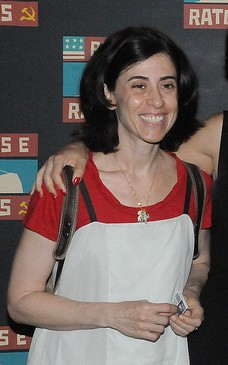
Fernanda Torres, Atriz de Série

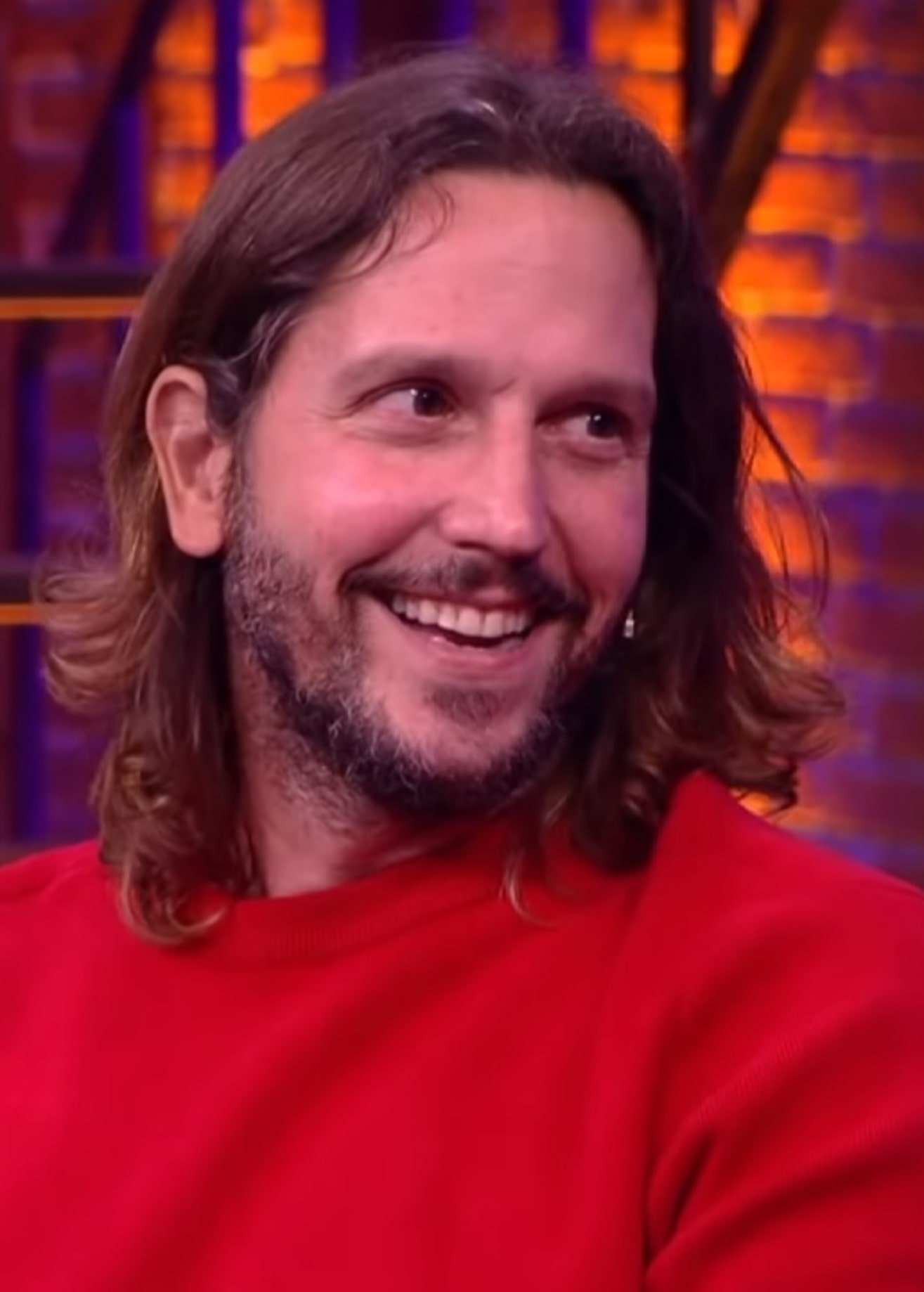
Vladimir Brichta, Ator de Série

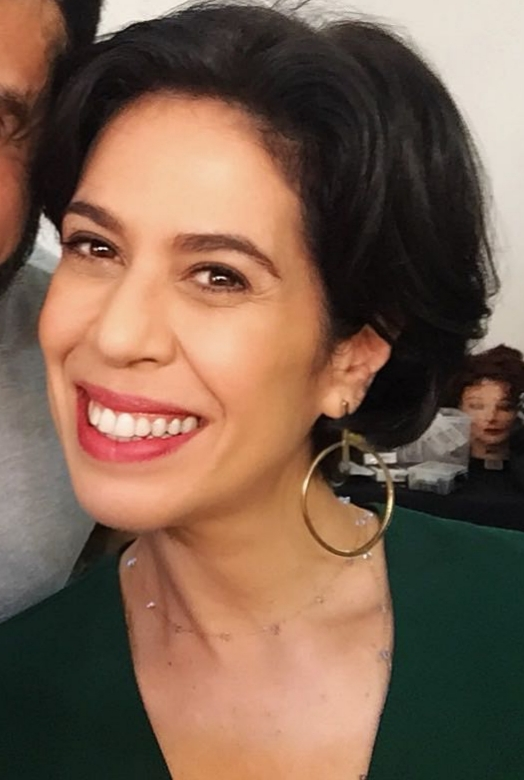
Maria Clara Gueiros, Atriz Coadjuvante

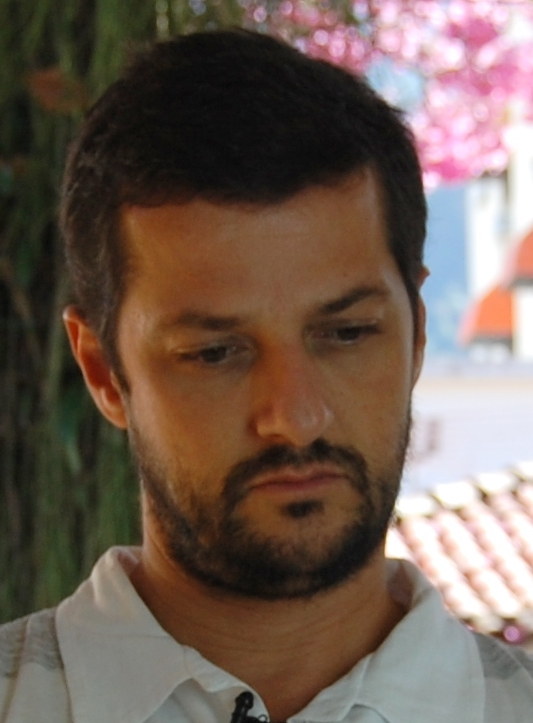
Marcelo Serrado, Ator Coadjuvante

Domingos Montagner, Revelação da TV

| - Cordel Encantado - (Rede Globo) - A Vida da Gente - (Rede Globo) - Fina Estampa - (Rede Globo) - Insensato Coração - (Rede Globo) - Vidas em Jogo - (RecordTV) - O Astro - (Rede Globo)                                                                                             | - Tapas & Beijos - (Rede Globo) - A Grande Família - (Rede Globo) - A Mulher Invisível - (Rede Globo) - Divã - (Rede Globo) - Macho Man - (Rede Globo) - Sansão e Dalila - (RecordTV)                                                                                      |
| Melhor Atriz de Novela | Melhor Ator de Novela |
| - Lília Cabral - (Fina Estampa) - Cássia Kis Magro - (Morde & Assopra) - Christiane Torloni - (Fina Estampa) - Deborah Secco - (Insensato Coração) - Fernanda Vasconcellos - (A Vida da Gente) - Gloria Pires - (Insensato Coração)                                                   | - Gabriel Braga Nunes - (Insensato Coração) - André Di Mauro - (Vidas em Jogo ) - Bruno Gagliasso - (Cordel Encantado) - Caio Castro - (Fina Estampa) - Cauã Reymond - (Cordel Encantado) - Rodrigo Lombardi - (O Astro)                                                   |
| Melhor Atriz de Série ou Minissérie | Melhor Ator de Série ou Minissérie |
| - Fernanda Torres - (Tapas & Beijos) - Andréa Beltrão - (Tapas & Beijos) - Débora Falabella - (A Mulher Invisível) - Luana Piovani - (A Mulher Invisível) - Marieta Severo - (A Grande Família) - Mel Lisboa - (Sansão e Dalila)                                                      | - Vladimir Brichta - (Tapas & Beijos) - Fábio Assunção - (Tapas & Beijos) - Fernando Pavão - (Sansão e Dalila) - Jorge Fernando - (Macho Man) - Pedro Cardoso - (A Grande Família) - Selton Mello - (A Mulher Invisível)                                                   |
| Melhor Atriz Coadjuvante | Melhor Ator Coadjuvante |
| - Maria Clara Gueiros - (Insensato Coração) - Bruna Marquezine - (Aquele Beijo) - Marina Ruy Barbosa - (Morde & Assopra) - Nicette Bruno - (A Vida da Gente) - Sophie Charlotte - (Fina Estampa) - Zezé Polessa - (Cordel Encantado)                                                  | - Marcelo Serrado - (Fina Estampa) - André Gonçalves - (Morde & Assopra) - Otaviano Costa - (Morde & Assopra) - Ricardo Tozzi - (Insensato Coração) - Sandro Rocha - (Vidas em Jogo) - Thiago Martins - (Insensato Coração)                                                |
| Melhor Atriz Infantil | Melhor Ator Infantil |
| - Jesuela Moro - (A Vida da Gente) - Anna Rita Cerqueira - (A Vida da Gente) - Julia Tannus - (Vidas em Jogo) - Klara Castanho - (Morde & Assopra) - Shaila Arsene - (Vidas em Jogo) - Sofia Terra - (Cordel Encantado)                                                               | - João Fernandes - (Cordel Encantado) - Gabriel Pelícia - (Fina Estampa) - Henry Fiuka - (Morde & Assopra) - Kaic Crescente - (A Vida da Gente) - Victor Navega Motta - (A Vida da Gente) - Vitor Colman - (Fina Estampa)                                                  |
| Revelação da TV | Melhor Autor(a) |
| - Domingos Montagner - (Cordel Encantado) - Anderson di Rizzi - (Morde & Assopra) - Giovanna Lancellotti - (Insensato Coração) - Lua Blanco - (Rebelde) - Paulo Rocha - (Fina Estampa) - Rodrigo Simas - (Fina Estampa)                                                               | - Lícia Manzo - (A Vida da Gente) - Aguinaldo Silva - (Fina Estampa) - Thelma Guedes e Duca Rachid - (Cordel Encantado) - Gilberto Braga e Ricardo Linhares - (Insensato Coração) - Cristianne Fridman - (Vidas em Jogo) - Alcides Nogueira e Geraldo Carneiro - (O Astro) |
| Melhor Diretor(a) de Novela | |
| - Ricardo Waddington e Amora Mautner - (Cordel Encantado) - Alexandre Avancini - (Vidas em Jogo) - Vinícius Coimbra e Dennis Carvalho - (Insensato Coração) - Jayme Monjardim e Fabrício Mamberti - (A Vida da Gente) - Mauro Mendonça Filho - (O Astro) - Wolf Maya - (Fina Estampa) | |